# Fatiejewka
Fatiejewka (ros. Фатеевка) – wieś (sieło) w Rosji, w obwodzie kurskim, w rejonie dmitrijewskim. W 2010 liczyła 186 mieszkańców.